# Paul Worth
Paul Worth (* 13. Januar 1986 in Nottingham) ist ein ehemaliger britischer Shorttracker.

## Werdegang
Worth trat international erstmals bei den Juniorenweltmeisterschaften 2003 in Budapest in Erscheinung. Dort kam er auf den 16. Platz im Mehrkampf und auf den vierten Rang mit der Staffel. In der Saison 2003/04 belegte er bei den Juniorenweltmeisterschaften 2004 in Peking den 30. Platz im Mehrkampf sowie den neunten Rang mit der Staffel und bei den Weltmeisterschaften 2004 in Göteborg den neunten Platz mit der Staffel. In den folgenden Jahren lief er bei den Juniorenweltmeisterschaften 2005 in Belgrad auf den 38. Platz sowie auf den 19. Rang mit der Staffel und bei den Europameisterschaften 2006 in Krynica-Zdrój auf den vierten Platz mit der Staffel. Bei den Europameisterschaften 2007 in Sheffield gewann er die Bronzemedaille und bei den Europameisterschaften 2008 in Ventspils die Silbermedaille mit der Staffel. Außerdem holte er bei den Weltmeisterschaften 2008 in Gangneung die Bronzemedaille mit der Staffel und wurde bei den Teamweltmeisterschaften 2008 in Harbin Achter. Im Februar 2008 in Salt Lake City und im Oktober 2008 in Vancouver erreichte er mit dem dritten Platz in der Staffel seine einzigen Podestplatzierungen im Weltcup. Bei der Winter-Universiade 2009 in Harbin nahm an vier Läufen teil.
In der Saison 2009/10 wurde Worth bei den Teamweltmeisterschaften 2010 in Bormio Achter und gewann bei den Europameisterschaften 2010 in Dresden die Bronzemedaille. Beim Saisonhöhepunkt, den Olympischen Winterspielen 2010 in Vancouver, belegte er den 23. Platz über 500 m und den sechsten Rang mit der Staffel. Letztmals international startete er bei der Winter-Universiade 2011 in Erzurum, wobei er den 37. Platz über 500 m sowie jeweils den 35. Platz über 1000 m und 1500 m errang.

## Erfolge

### Olympische Spiele
- 2010 Vancouver: 6. Platz Staffel, 23. Platz 500 m

### Shorttrack-Weltmeisterschaften
- 2004 Göteborg: 9. Platz Staffel
- 2008 Gangneung: 3. Platz Staffel

### Team-Weltmeisterschaften
- 2008 Harbin: 8. Platz
- 2010 Bormio: 8. Platz

### Europameisterschaften
- 2006 Krynica-Zdrój: 4. Platz Staffel
- 2007 Sheffield: 3. Platz Staffel
- 2008 Ventspils: 2. Platz Staffel
- 2010 Dresden: 3. Platz Staffel

## Persönliche Bestleistungen
| Disziplin | Zeit         | Datum              | Ort             |
| --------- | ------------ | ------------------ | --------------- |
| 500 m     | 42,468 s     | 28. März 2010      | Bormio          |
| 1000 m    | 1:31,064 min | 28. September 2008 | Den Haag        |
| 1500 m    | 2:21,092 min | 19. Oktober 2008   | Salt Lake City  |
| 3000 m    | 5:36,330 min | 15. Oktober 2006   | Baselga di Pinè |